# Paraphisis longipygida
Paraphisis longipygida är en insektsart som beskrevs av Jin, Xingbao 1992. Paraphisis longipygida ingår i släktet Paraphisis och familjen vårtbitare. Inga underarter finns listade i Catalogue of Life.